# إدسون إلياس
إدسون إلياس (بالبرتغالية: Edson Elias‏) هو عازف بيانو برازيلي، ولد في 11 فبراير 1947 في ريو دي جانيرو في البرازيل، وتوفي في 16 مايو 2008 في باريس في فرنسا.

## وصلات خارجية
- إدسون إلياس على موقع ميوزك برينز (الإنجليزية)